# Carlo Pellegatti
Carlo Pellegatti (* 11. April 1950 in Mailand) ist ein italienischer Sportjournalist, Kommentator und Autor.

## Leben
Pellegatti, als großer Anhänger Milans, wurde dem italienischen Sportpublikum durch seine Kommentare und leidenschaftlichen und wenig objektiven Interviews bekannt, in denen er die Mailänder Spieler durch zahlreiche und einfallsreiche Spitznamen ansprach.
Der studierte Politikwissenschaftler war Radiokommentator der Mailänder Spiele und gab sein Debüt in der Saison 1983/1984. Einige Jahre später wechselte er zu Mediaset.
In den frühen 2000er Jahren war er Kommentator der Mailänder Ligaspiele auf Mailands zweitem Kanal (damals auf der D+-Plattform), seit 2007 ist er auf dem zweiten Kanal von Mediaset Premium zu hören. Seit den Anfängen des Sportsenders ist er Kommentator. Außerdem schreibt Pellegatti in La Gazzetta dello Sport Prognosen für die auf der San Siro-Rennstrecke in Mailand geplanten Trab- und Galopprennen.
Am Ende des Milan-Juventus-Spiels der zweiten Runde der Meisterschaft 2011/2012 ließ er sich in der Überzeugung, nicht auf Sendung zu sein, zu polemischen und beleidigenden Kommentaren gegen den Juventus-Trainer Antonio Conte hinreißen.
2018 beendete er seine journalistische Karriere.

## Schriften
- Favole portafortuna per tifosi milanisti : da 0 a 99 anni. Sperling & Kupfer, Milano 2017, ISBN 978-88-200-6380-1.
- Con il Milan nel cuore. Priuli & Verlucca, Scarmagno 2010, ISBN 978-88-8068-502-9.
- Pato col diavolo. Mondadori, Milano 2009, ISBN 978-88-04-59240-2.
- Rossoneri siamo noi : dieci anni dopo. D. Gallo & associati, Milano 1999, ISBN 88-87805-02-4. (Interviews)
- Milan. Gremese, Roma 1998, ISBN  88-7742-285-8.

| Personendaten    | Personendaten                           |
| ---------------- | --------------------------------------- |
| NAME             | Pellegatti, Carlo                       |
| KURZBESCHREIBUNG | italienischer Sportjournalist und Autor |
| GEBURTSDATUM     | 11. April 1950                          |
| GEBURTSORT       | Mailand                                 |